# Моусон (антарктическая станция)

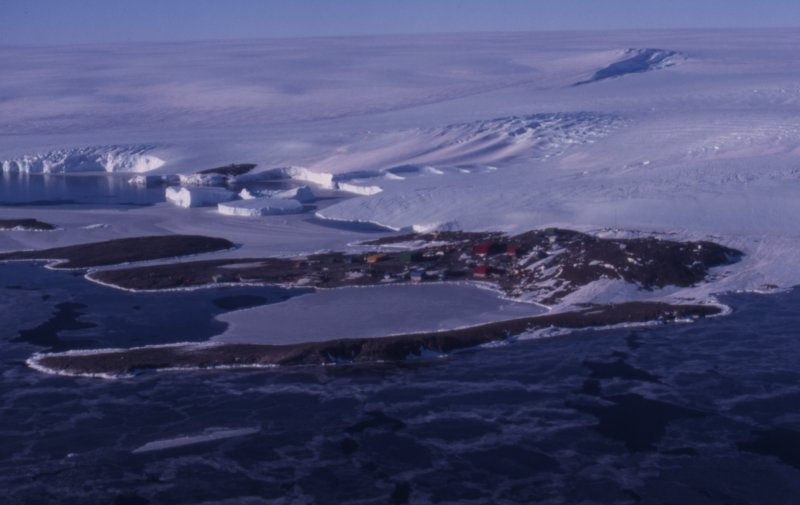
Станция Моусон с высоты птичьего полёта

Моусон — австралийская антарктическая станция в Восточной Антарктиде.
Станция была открыта 13 февраля 1954 года на земле Мак-Робертсона и получила своё наименование в честь Дугласа Моусона.
Землю Мак-Робертсона в 1930—1931 годах посетила экспедиция Д. Моусона. Позже она стала частью Австралийской антарктической территорией, однако, после договора 1961 года, большинство стран не признаёт территориальные притязания Австралии.
В зависимости от сезона на станции работают от 20 до 60 человек. Климат на станции антарктический, от 0 °С в январе до −18 °C в июле. Побережье Антарктиды — самое ветреное место планеты, и на станции широко используются для выработки электроэнергии ветряные генераторы, тем самым экономя дизельное топливо.